# Macrolobalia striata
Macrolobalia striata är en insektsart som först beskrevs av Sjöstedt 1921.  Macrolobalia striata ingår i släktet Macrolobalia och familjen gräshoppor. Inga underarter finns listade i Catalogue of Life.